# Сиблинги
Си́блинги (от англ. siblings) — термин, используемый в этнологии, социальной антропологии и других науках, который обозначает детей одних родителей (родственников второй степени родства). Данный термин употребляется среди прочего для того, чтобы избежать необходимости уточнять пол братьев и сестёр индивида.
Различают полнородных сиблингов, имеющих общих мать и отца, и неполнородных, у которых общим является только один родитель. Среди неполнородных сиблингов в свою очередь различаются единоутробные сиблинги, имеющие общую мать, и единокровные, имеющие общего отца. По отношению к неполнородным сиблингам иногда используется термин «полусиблинг».
Сиблинги в тех или иных системах терминов родства могут различаться по полу, по возрасту и по относительным полу и возрасту. Например, у русских сиблинги различаются по полу (братья и сёстры), а ранее различались и по возрасту, или порядку рождения (первак, вторак, третьяк, четвертак и т. д.). В современных системах терминов родства порядок рождения учитывается, например, у качинов (кам, наунг, ла, ту и т. д.). В зависимости от пола и возраста субъекта (говорящего) сиблинги могут различаться по относительному возрасту (в частности, у китайцев; сюн — старший брат, ди — младший брат) и по относительному полу (в частности, у квакиутл: сиблинг одного пола с субъектом — виху-якс, сиблинг противоположного пола — вивауквах).
В психологии распространены такие понятия, связанные с сиблингами, как «сиблинговое соперничество», или «конкуренция сиблингов», «статус сиблинга», «сиблинг-конфликт», «подсистема сиблингов» и другие.
В генетике по отношению к потомкам одной пары родителей как человека, так и животных используется понятие «сибсы».